# Hygrodicranum falklandicum
Hygrodicranum falklandicum är en bladmossart som beskrevs av Jules Cardot 1911. Hygrodicranum falklandicum ingår i släktet Hygrodicranum och familjen Dicranaceae. Inga underarter finns listade i Catalogue of Life.